# Дін Лукін
Дін Лукін (англ. Dean Lukin, 26 травня 1960) — австралійський важкоатлет.
Олімпійський чемпіон 1984 року в категорії понад 110 кг.
Переможець Ігор Співдружності 1982 (понад 110 кг), 1986 (понад 110 кг) років.